# Os Galãs Atacam de Madrugada
Os Galãs Atacam de Madrugada foi um seriado brasileiro produzido e exibido pela extinta Rede Excelsior em 1967.Foi escrita e dirigida por Cassiano Gabus Mendes. Era exibida ás segundas-feiras ás 20h30. 

## Enredo
A trama tratava sobre as aventuras amorosas de um grupo amigos que dividiam um apartamento, interpretados por Fúlvio Stefanini, Hélio Souto, Carlos Zara e Tarcísio Meira e a adaptação deles ao mundo moderno das mulheres. Contava ainda com Eva Wilma interpretando a amiga dos quatro.

## Elenco
| Ator             | Personagem |
| ---------------- | ---------- |
| Fúlvio Stefanini | Gustavo    |
| Eva Wilma        | Leila      |
| Tarcísio Meira   | Flávio     |
| Carlos Zara      | Daniel     |
| Hélio Souto      | Diógenes   |